# Ӷь
Ӷь – dwuznak cyrylicy wykorzystywany w zapisie języka abchaskiego. Oznacza dźwięk [ɣʲ], czyli palatalizowaną spółgłoskę szczelinową miękkopodniebienną bezdźwięczną.

## Kodowanie
| Forma     | Wygląd | Części składowe | Części składowe |
| --------- | ------ | --------------- | --------------- |
| majuskuła | Ӷь     | U+04F6 Ӷ        | U+044C ь        |
| minuskuła | ӷь     | U+04F7 ӷ        | U+044C ь        |